# Nouziers
Nouziers là một xã thuộc tỉnh Creuse trong vùng Nouvelle-Aquitaine miền trung nước Pháp. Xã này nằm ở khu vực có độ cao trung bình 410 mét trên mực nước biển.

## Địa lý
Thị trấn nằm bên biên giới với tỉnh Indre, cự ly khoảng 16 dặm (26 km) về phía bắc Guéret, tại giao lộ các tuyến đường D2 và D56 với D940.

## Dân số
| 1962                                                        | 1968 | 1975 | 1982 | 1990 | 1999 | 2005 |
| ----------------------------------------------------------- | ---- | ---- | ---- | ---- | ---- | ---- |
| 463                                                         | 505  | 385  | 276  | 278  | 232  | 236  |
| Số liệu điều tra dân số từ năm 1962 Dân số chỉ tính một lần |      |      |      |      |      |      |

## Địa điểm nổi bật
- The twelfth century church.

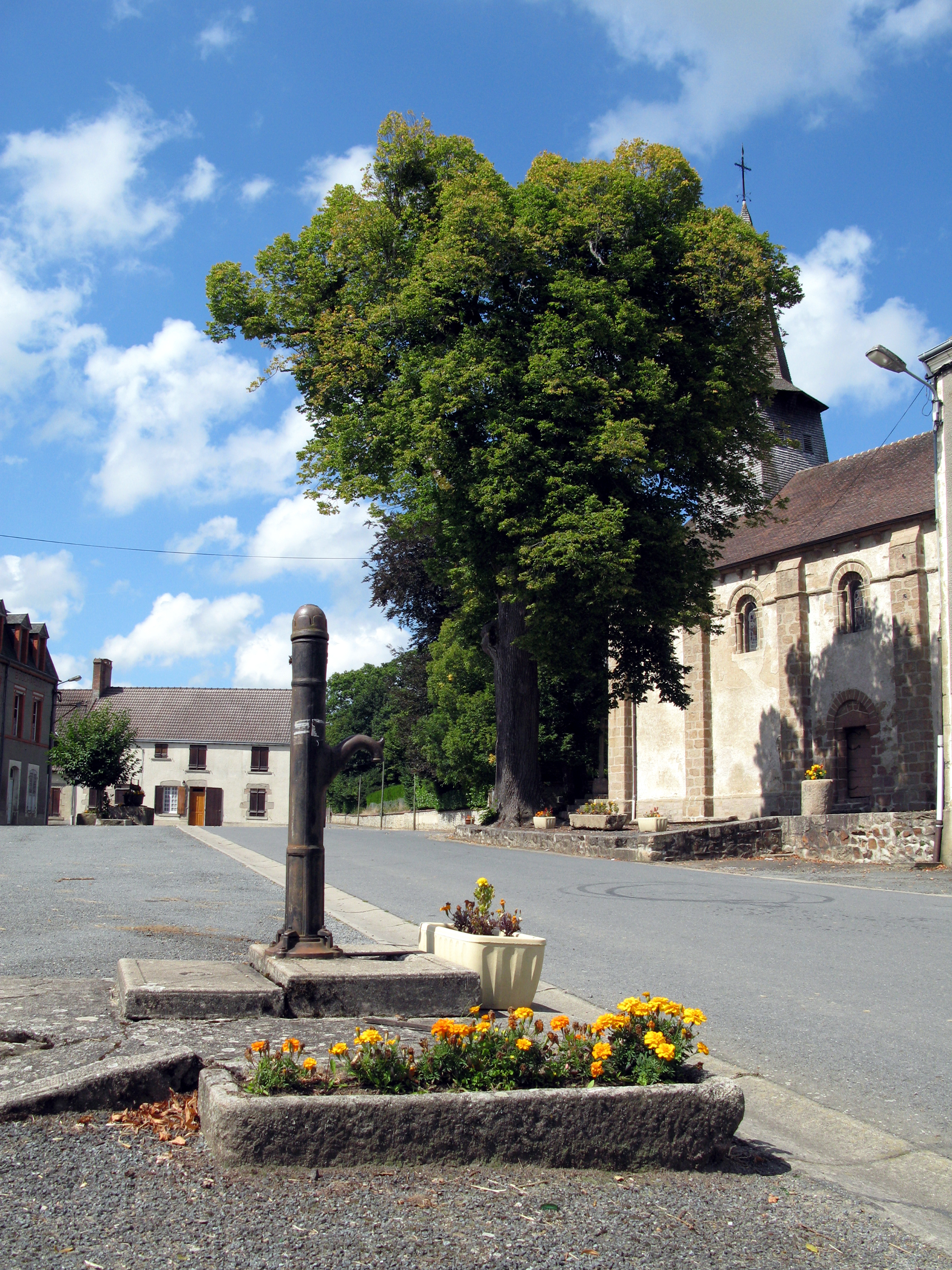
Quang cảnh

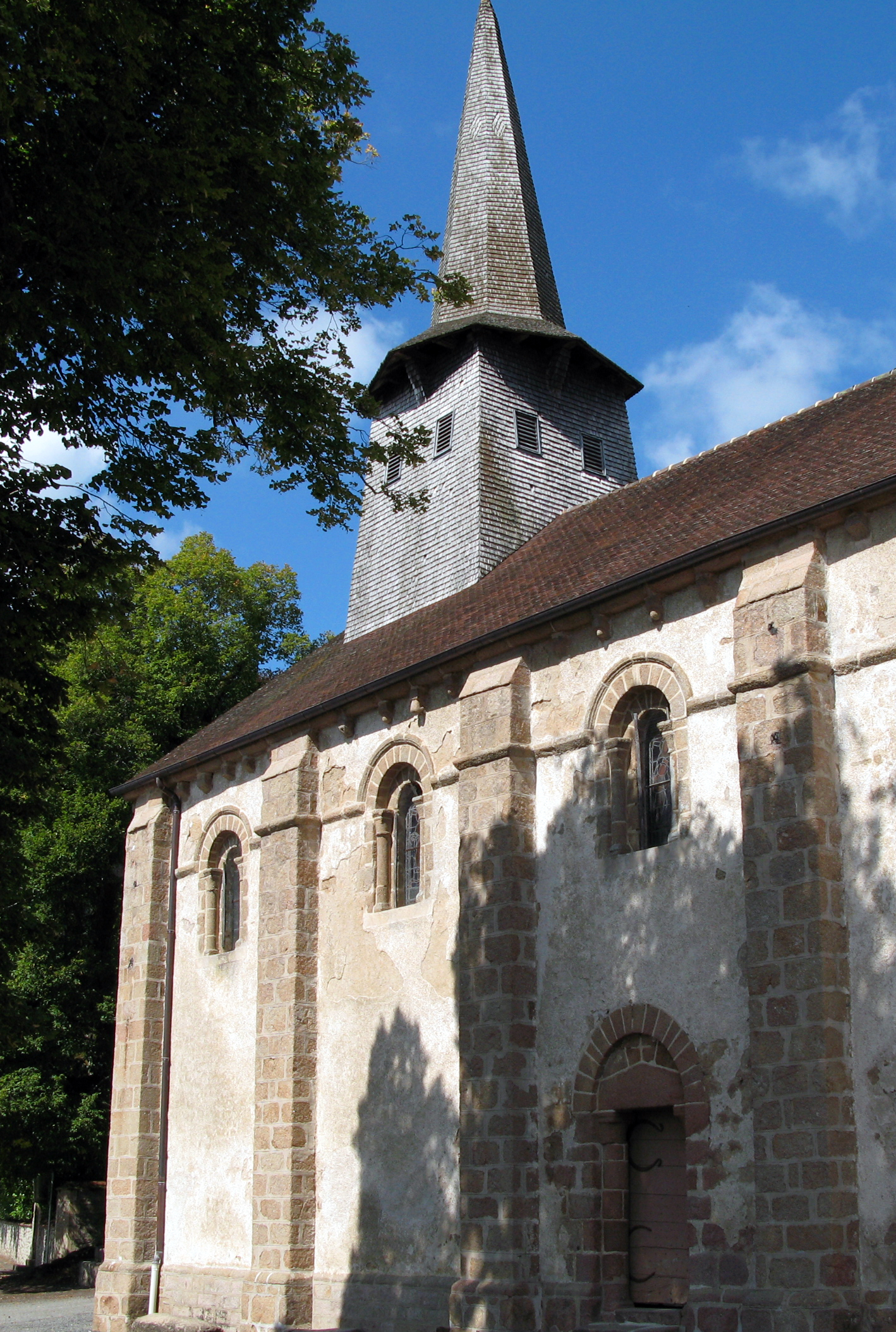
Nhà thờ

- The remains of two ancient chateaux.

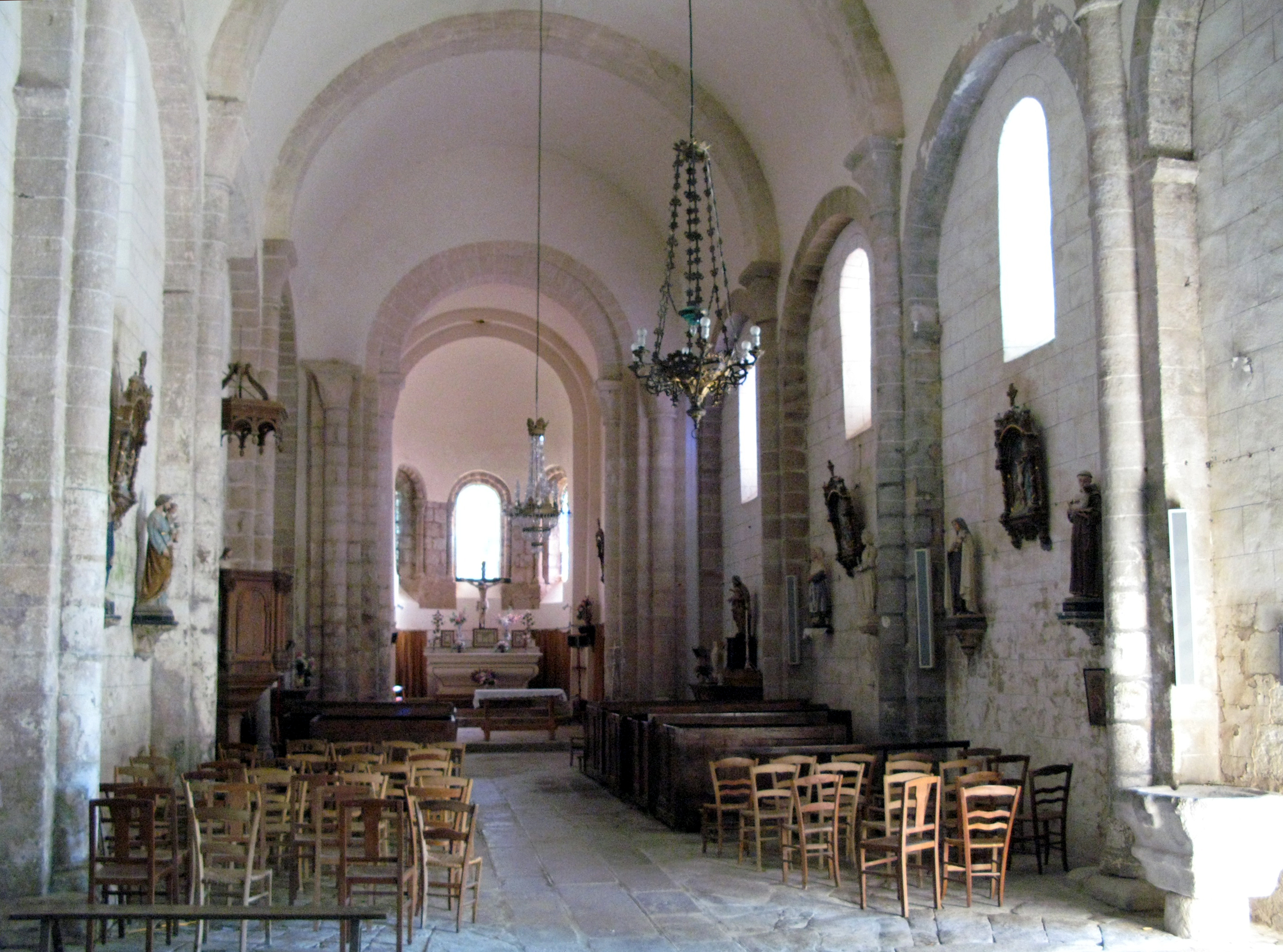
Bên trong nhà thờ

- An old stone cross.
- The war memorial.